# Ferriol Macip i Bonet
Ferriol Macip i Bonet   (Barcelona, 7 de novembre de 1969) és un periodista, traductor, glosador, músic, occitanista i esperantista català.
Com a periodista, és redactor, editor i presentador de l'edició aranesa de l'informatiu en occità #aranésòc, coproduït per Barcelona TV i l'Associació per la Difusió d'Occitània a Catalunya (ADÒC). Des del 2012 dirigeix el diari digital en occità Jornalet. Ha estat coredactor de Freqüències (1992-1993) i de Kataluna Esperantisto (2004-2010), revista de la qual és actualment grafista, així com del magazine internacional Monato. També és un dels impulsors del pòdcast País invisible. Com a traductor, ha col·laborat amb diverses institucions, com el Conselh Generau d'Aran, l'Institut d'Estudis Occitans i el Cercle d'Agermanament Occitano-Català.
Pel que fa a la seva faceta de glosador, és membre actiu del col·lectiu Cor de Carxofa, un dels màxims impulsors de la cançó improvisada al Principat. Ha guanyat tres cops el títol de Rei de les Nyacres a la Trobada de Cantadors d'Espolla. Com a músic, és violinista tradicional i forma part del grup Kaj Tiel Plu. Com a esperantista, ha estat coordinador professional de l'Associació Catalana d'Esperanto on, entre altres activitats, va posar en marxa KIS TV, el servei informatiu televisat de KEA.